# Ola Buwaro
Ola Buwaro (geb. am 23. Dezember 2001 in Talinding Kunjang) ist eine gambische Leichtathletin und Fußballspielerin.

## Leben
Buwaro besuchte die Latrikuna Yiringanya Lower Basic School und die Muslim Senior Secondary School.

### Leichtathletik
2016 nahm sie an den Meisterschaften der Westafrikanischen Wirtschaftsgemeinschaft (ECOWAS) teil. Im Folgejahr gewann sie bei den Junioren-Kontinentalmeisterschaften die Goldmedaille über 200 Meter. Im Juni 2018 konnte sie wegen Problemen bei der Anreise nicht bei den ECOWAS U-20 Athletics Championship in Accra (Ghana) antreten, um ihren Titel zu verteidigen.
Bei den Commonwealth Games 2018 war sie Fahnenträgerin des gambischen Teams.
Da der gambische Leichtathletikverband (GAA) sie im Sommer 2018 aufforderte, sich für eine Sportart zu entscheiden, beschloss sie, mit dem Fußball aufzuhören.
2019 war sie bei den National Sports Awards der Sports Journalists’ Association of The Gambia (SJAG) als Sportlerin des Jahres nominiert.

### Fußball
Neben der Leichtathletik war sie auch als Fußballspielerin tätig. Sie spielte für ihre Schulmannschaft, wo sie 2017 beim GTBank Principal’s Cup als beste Spielerin ausgezeichnet wurde. Mindestens ab 2014 spielte sie auch für den Frauenfußballverein Red Scorpions FC.
Ab Oktober 2017 spielte sie im neu gegründeten gambischen U-17-Fußballnationalteam. Im Dezember 2017 war sie Spielführerin des Teams bei der Qualifikation für die U-17-Fußball-Weltmeisterschaft der Frauen 2018. In der Vorrunde konnte sie beim 3:0 gegen Sierra Leone eines der Tore erzielen. In der folgenden ersten Runde schied das Team gegen Ghana aus.
Ende Februar und im Mai 2018 stand sie für das reguläre Nationalteam der Frauen in zwei Freundschaftsspielen gegen Guinea-Bissau und Mali auf dem Platz.

## Wettbewerbsteilnahmen (Leichtathletik)
- 22. Juni 2013: Junior Secondary Schools Race, Serekunda (Gambia): 5 km, 2. Platz.[13]
- 15. Oktober 2014: July 22nd Marathon (Gambia): 10 km (Schülerinnen), 3. Platz.[14]
- Juni 2016: ECOWAS U-20 Athletics Championship, Bakau (Gambia).
- 29. Juni bis 2. Juli 2017: Leichtathletik-Juniorenafrikameisterschaften 2017 in Tlemcen (Algerien): 200 Meter: 24,60 Sekunden, Goldmedaille.
- 8. bis 10. April 2018: Commonwealth Games in Gold Coast (Australien): 100 Meter, 12,11 Sekunden; 200 Meter, 24,66 Sekunden.
- 24./25. Juli 2018: African Youth Games in Algiers (Algerien): 400 Meter, 55,81 Sekunden, Platz 4.
- 11./14. Oktober 2018: Olympische Jugend-Sommerspiele in Buenos Aires: 400 Meter: 58,37 und 56,63 Sekunden, Platz 11.[15]
- 16. bis 19. April 2019: Leichtathletik-Juniorenafrikameisterschaften in Abidjan: 400 Meter: 57,17 Sekunden, Platz 8.